# Avenida Fuerzas Armadas
Avenida Fuerzas Armadas   es el nombre que recibe una arteria vial en la ciudad de San Juan de los Morros, ciudad capital del estado Guárico de Venezuela.